# 12. Seimas
Der 12. Seimas war das litauische Parlament (Seimas), gewählt für die Legislaturperiode von 2016 bis 2020. Die erste Sitzung fand am 14. November 2016 statt. Sie wurde von Juozas Imbrasas (* 1941), dem ältesten Seimas-Mitglied,  geleitet. Am 22. November 2016 ernannte der Seimas Saulius Skvernelis, den ehemaligen litauischen Polizeichef, zum Premierminister Litauens. Im Dezember 2016 bestätigte das Parlament das Kabinett Skvernelis.

## Seimas-Präsident

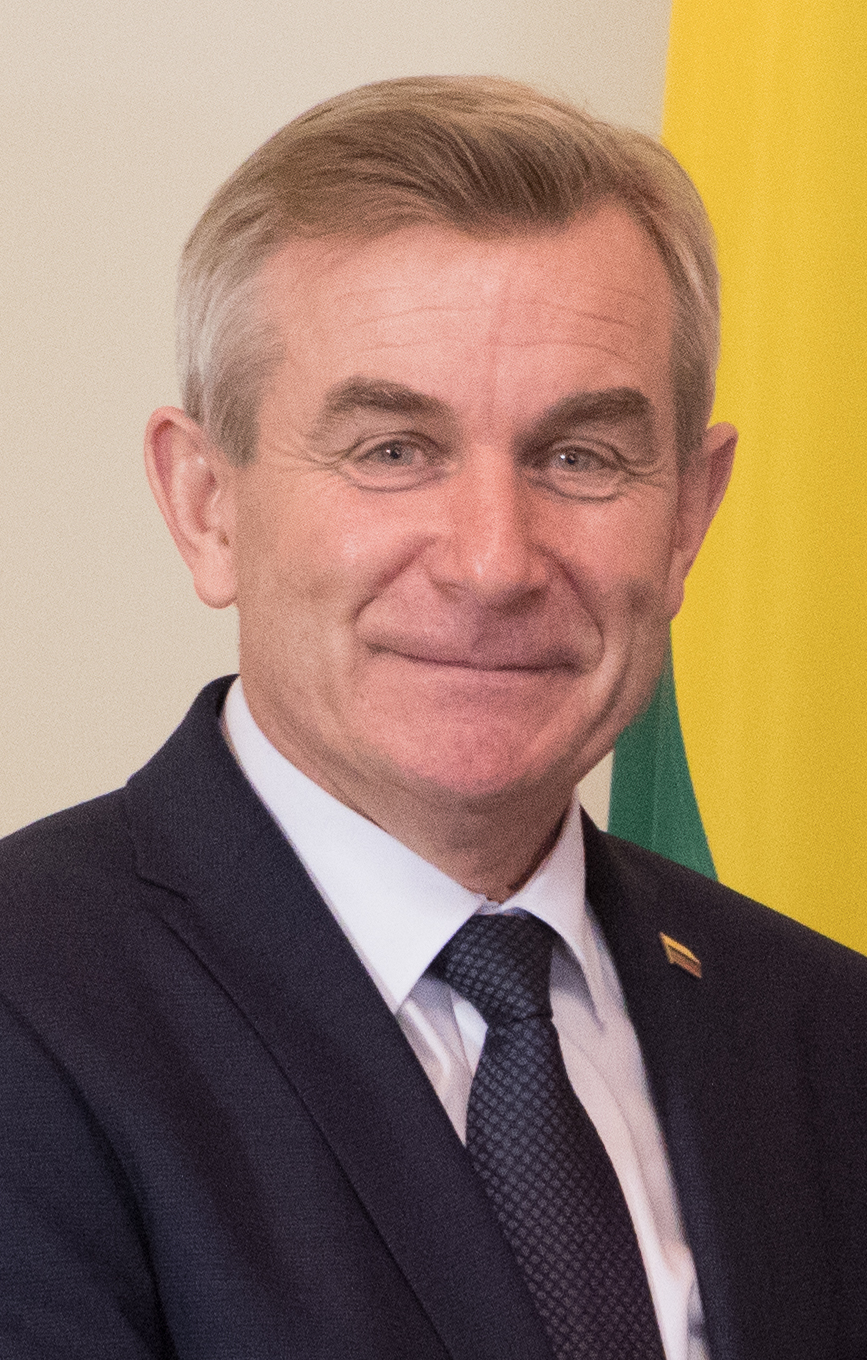
Viktoras Pranckietis, Seimas-Präsident

- Seit dem 14. November 2016: Viktoras Pranckietis (* 1958), LVŽS

## Seimas-Vizepräsidenten
- 13. Dezember 2016 – 10. März 2017: Mindaugas Bastys (* 1965), LSDP
- Rima Baškienė (* 1960), erste Stellvertreterin des Seimas-Vorsitzenden, LVŽS[1]
- Irena Degutienė, TS-LKD
- Gediminas Kirkilas, LSDP[2]
- seit 2018: Jonas Liesys (* 1952), LRLS
- Arvydas Nekrošius, LVŽS
- seit 2018: Remigijus Žemaitaitis (* 1982), TT

## Mitglieder nach Parteiliste
141 Mitglieder wurden im Herbst 2016 gewählt.
| Vorname, Nachname              | Wahlbezirk                 | Wahlliste                                      | Bemerkungen                                                                  |
| ------------------------------ | -------------------------- | ---------------------------------------------- | ---------------------------------------------------------------------------- |
| Vida Ačienė                    | Listenkandidat             | Bund der Bauern und Grünen Litauens            |                                                                              |
| Mantas Adomėnas                | Listenkandidat             | Tėvynės Sąjunga                                |                                                                              |
| Virgilijus Alekna              | Listenkandidat             | Liberale Bewegung der Republik Litauen         |                                                                              |
| Vilija Aleknaitė-Abramikienė   | Listenkandidat             | Tėvynės Sąjunga                                | seit 9. Juli 2019, nach Europaparlamentswahl                                 |
| Rimas Andrikis                 | Listenkandidat             | Ordnung und Gerechtigkeit                      |                                                                              |
| Arvydas Anušauskas             | Listenkandidat             | Tėvynės Sąjunga                                |                                                                              |
| Aušrinė Armonaitė              | Listenkandidat             | Liberale Bewegung der Republik Litauen         |                                                                              |
| Audronius Ažubalis             | Listenkandidat             | Tėvynės Sąjunga                                |                                                                              |
| Valius Ąžuolas                 | 39. Akmenė-Mažeikiai       | Bund der Bauern und Grünen Litauens            |                                                                              |
| Kęstutis Bacvinka              | 66. Garliava               | Bund der Bauern und Grünen Litauens            |                                                                              |
| Vytautas Bakas                 | Listenkandidat             | Bund der Bauern und Grünen Litauens            |                                                                              |
| Linas Balsys                   | 11. Paneriai               | Lietuvos žaliųjų partija                       |                                                                              |
| Kęstutis Bartkevičius          | 38. Mažeikiai              | Ordnung und Gerechtigkeit                      |                                                                              |
| Mindaugas Bastys               | 64. Zanavykai              | LSDP                                           | bis 20. März 2018, zurückgetreten                                            |
| Rima Baškienė                  | 45. Kuršėnai-Dainų         | Bund der Bauern und Grünen Litauens            |                                                                              |
| Juozas Baublys                 | 70. Varėna-Trakai          | Liberale Bewegung der Republik Litauen         |                                                                              |
| Juozas Bernatonis              | Listenkandidat             | LSDP                                           |                                                                              |
| Agnė Bilotaitė                 | Listenkandidat             | Tėvynės Sąjunga                                |                                                                              |
| Bronius Bradauskas             | Listenkandidat             | LSDP                                           | seit 9. Juli 2019, statt Juozas Olekas (Europarlamentsmitglied seit 2019)    |
| Rasa Budbergytė                | Listenkandidat             | LSDP                                           |                                                                              |
| Valentinas Bukauskas           | 40. Telšiai                | Darbo partija                                  |                                                                              |
| Guoda Burokienė                | 28. Aukštaitija            | Bund der Bauern und Grünen Litauens            |                                                                              |
| Algirdas Butkevičius           | Listenkandidat             | LSDP                                           |                                                                              |
| Petras Čimbaras                | 54. Molėtai-Širvintos      | Darbo partija                                  |                                                                              |
| Viktorija Čmilytė-Nielsen      | Listenkandidat             | Liberale Bewegung der Republik Litauen         |                                                                              |
| Rimantas Jonas Dagys           | Listenkandidat             | Tėvynės Sąjunga                                |                                                                              |
| Irena Degutienė                | Listenkandidat             | Tėvynės Sąjunga                                |                                                                              |
| Algimantas Dumbrava            | 52. Visaginas-Zarasai      | Ordnung und Gerechtigkeit                      |                                                                              |
| Justas Džiugelis               | Listenkandidat             | Bund der Bauern und Grünen Litauens            |                                                                              |
| Aurimas Gaidžiūnas             | 44. Radviliškis            | Bund der Bauern und Grünen Litauens            |                                                                              |
| Vitalijus Gailius              | 46. Žiemgala               | Liberale Bewegung der Republik Litauen         | bis 11. April 2019; seit April 2019 Bürgermeister der Rajongemeinde Joniškis |
| Dainius Gaižauskas             | 29. Marijampolė            | Bund der Bauern und Grünen Litauens            |                                                                              |
| Aistė Gedvilienė               | Listenkandidat             | Tėvynės Sąjunga                                | seit 9. Juli 2019, nach EP-Wahl                                              |
| Arūnas Gelūnas                 | Listenkandidat             | Liberale Bewegung der Republik Litauen         |                                                                              |
| Eugenijus Gentvilas            | Listenkandidat             | Liberale Bewegung der Republik Litauen         |                                                                              |
| Simonas Gentvilas              | Listenkandidat             | Liberale Bewegung der Republik Litauen         |                                                                              |
| Kęstutis Glaveckas             | Listenkandidat             | Liberale Bewegung der Republik Litauen         |                                                                              |
| Petras Gražulis                | Listenkandidat             | Ordnung und Gerechtigkeit                      |                                                                              |
| Arūnas Gumuliauskas            | Listenkandidat             | Bund der Bauern und Grünen Litauens            |                                                                              |
| Irena Haase                    | Šakiai                     | Tėvynės Sąjunga                                | seit 2018; statt Mindaugas Bastys                                            |
| Juozas Imbrasas                | Listenkandidat             | Ordnung und Gerechtigkeit                      |                                                                              |
| Stasys Jakeliūnas              | Listenkandidat             | Bund der Bauern und Grünen Litauens            | bis 1. Juli 2019, zum EP gewählt                                             |
| Audronė Jankuvienė             | Listenkandidatin           | Bund der Bauern und Grünen Litauens            | seit 9. Juli 2019, statt Stasys Jakeliūnas, der seit Juni EP-Mitglied ist    |
| Jonas Jarutis                  | Listenkandidat             | Bund der Bauern und Grünen Litauens            |                                                                              |
| Zbignev Jedinskij              | Listenkandidat             | LLRA                                           |                                                                              |
| Sergejus Jovaiša               | Listenkandidat             | Tėvynės Sąjunga                                |                                                                              |
| Eugenijus Jovaiša              | Listenkandidat             | Bund der Bauern und Grünen Litauens            |                                                                              |
| Rasa Juknevičienė              | Listenkandidatin           | Tėvynės Sąjunga                                | bis 1. Juli 2019, zum EP gewählt                                             |
| Vytautas Juozapaitis           | Listenkandidat             | Tėvynės Sąjunga                                |                                                                              |
| Ričardas Juška                 | 62. Jurbarkas-Pagėgiai     | Liberale Bewegung der Republik Litauen         |                                                                              |
| Vytautas Kamblevičius          | Listenkandidat             | Ordnung und Gerechtigkeit                      |                                                                              |
| Darius Kaminskas               | 43. Kėdainiai              | unabhängig                                     |                                                                              |
| Ramūnas Karbauskis             | 14. Šilainiai              | Bund der Bauern und Grünen Litauens            |                                                                              |
| Laurynas Kasčiūnas             | Listenkandidat             | Tėvynės Sąjunga                                |                                                                              |
| Dainius Kepenis                | 21. Marių                  | Bund der Bauern und Grünen Litauens            |                                                                              |
| Vytautas Kernagis              | 5. Fabijoniškės            | Tėvynės Sąjunga                                |                                                                              |
| Greta Kildišienė               | 49. Anykščiai-Panevėžys    | Bund der Bauern und Grünen Litauens            | bis Januar 2017                                                              |
| Gintautas Kindurys             | 53. Nalšia                 | Bund der Bauern und Grünen Litauens            |                                                                              |
| Gediminas Kirkilas             | Listenkandidat             | LSDP                                           |                                                                              |
| Algimantas Kirkutis            | 20. Baltijos               | Bund der Bauern und Grünen Litauens            |                                                                              |
| Vanda Kravčionok               | Listenkandidat             | LLRA                                           |                                                                              |
| Dainius Kreivys                | 12. Verkiai                | Tėvynės Sąjunga                                |                                                                              |
| Asta Kubilienė                 | Listenkandidat             | Bund der Bauern und Grünen Litauens            |                                                                              |
| Andrius Kubilius               | Listenkandidat             | Tėvynės Sąjunga                                | bis 1. Juli 2019, zum EP gewählt                                             |
| Gabrielius Landsbergis         | 13. Centro-Žaliakalnis     | Tėvynės Sąjunga                                |                                                                              |
| Tadas Langaitis                | Listenkandidat             | Tėvynės Sąjunga                                | bis 28. Februar 2018, zurückgetreten                                         |
| Jonas Liesys                   | 58. Trakai-Vievis          | Liberale Bewegung der Republik Litauen         |                                                                              |
| Linas Antanas Linkevičius      | Listenkandidat             | LSDP                                           |                                                                              |
| Michal Mackevič                | Listenkandidat             | LLRA                                           |                                                                              |
| Mykolas Majauskas              | 2. Senamiesčio             | Tėvynės Sąjunga                                | MeToo-Skandal                                                                |
| Aušra Maldeikienė              | 4. Žirmūnai                | Politische Partei Litauische Liste             | bis 1. Juli 2019, zum EP gewählt                                             |
| Bronius Markauskas             | 31. Gargždai               | Bund der Bauern und Grünen Litauens            | bis 11. April 2019; seit April 2019 Bürgermeister der Rajongemeinde Klaipėda |
| Raimundas Martinėlis           | 50. Sėlos                  | unabhängig                                     |                                                                              |
| Kęstutis Masiulis              | Listenkandidat             | Tėvynės Sąjunga                                |                                                                              |
| Bronislovas Matelis            | 26. Nevėžis                | unabhängig                                     |                                                                              |
| Laimutė Matkevičienė           | 59. Kaišiadorys-Elektrėnai | Bund der Bauern und Grünen Litauens            |                                                                              |
| Antanas Matulas                | 47. Pasvalys-Pakruojis     | Tėvynės Sąjunga                                |                                                                              |
| Kęstutis Mažeika               | 63. Sūduva                 | Bund der Bauern und Grünen Litauens            | seit April 2019 auch Umweltminister Litauens                                 |
| Rūta Miliūtė                   | Listenkandidat             | Bund der Bauern und Grünen Litauens            |                                                                              |
| Radvilė Morkūnaitė-Mikulėnienė | Listenkandidat             | Tėvynės Sąjunga                                |                                                                              |
| Jaroslav Narkevič              | Listenkandidat             | LLRA                                           |                                                                              |
| Alfredas Stasys Nausėda        | 32. Šilutė                 | Bund der Bauern und Grünen Litauens            |                                                                              |
| Andrius Navickas               | Listenkandidat             | Tėvynės Sąjunga                                | seit 2017 statt Rokas Žilinskas                                              |
| Monika Navickienė              | 10. Naujoji Vilnia         | Tėvynės Sąjunga                                |                                                                              |
| Arvydas Nekrošius              | 42. Raseiniai-Kėdainiai    | Bund der Bauern und Grünen Litauens            |                                                                              |
| Petras Nevulis                 | Listenkandidat             | Bund der Bauern und Grünen Litauens            |                                                                              |
| Aušrinė Norkienė               | 34. Tauragė                | Bund der Bauern und Grünen Litauens            |                                                                              |
| Juozas Olekas                  | Listenkandidat             | LSDP                                           | bis 1. Juli 2019, zum EP gewählt                                             |
| Česlav Olševski                | 57. Medininkai             | LLRA                                           |                                                                              |
| Andrius Palionis               | 67. Prienai-Birštonas      | LSDP                                           |                                                                              |
| Aušra Papirtienė               | 15. Kalniečiai             | Bund der Bauern und Grünen Litauens            |                                                                              |
| Žygimantas Pavilionis          | 1. Naujamiestis            | Tėvynės Sąjunga                                |                                                                              |
| Virgilijus Poderys             | Listenkandidat             | Bund der Bauern und Grünen Litauens            |                                                                              |
| Raminta Popovienė              | Listenkandidat             | LSDP                                           |                                                                              |
| Viktoras Pranckietis           | 65. Raudondvaris           | Bund der Bauern und Grünen Litauens            |                                                                              |
| Mindaugas Puidokas             | 19. Aleksotas-Vilijampolė  | Bund der Bauern und Grünen Litauens            |                                                                              |
| Kęstutis Pūkas                 | Listenkandidat             | Ordnung und Gerechtigkeit                      | bis Januar 2018, zurückgetreten                                              |
| Edmundas Pupinis               | 51. Utena                  | Tėvynės Sąjunga                                |                                                                              |
| Naglis Puteikis                | 23. Danė                   | Lietuvos centro partija, unabhängiger Kandidat |                                                                              |
| Vytautas Rastenis              | Listenkandidat             | Bund der Bauern und Grünen Litauens            |                                                                              |
| Jurgis Razma                   | Listenkandidat             | Tėvynės Sąjunga                                |                                                                              |
| Juozas Rimkus                  | 41. Kelmė-Šiauliai         | Bund der Bauern und Grünen Litauens            |                                                                              |
| Viktoras Rinkevičius           | Listenkandidat             | Bund der Bauern und Grünen Litauens            |                                                                              |
| Irina Rozova                   | Listenkandidat             | LLRA                                           |                                                                              |
| Julius Sabatauskas             | Listenkandidat             | LSDP                                           |                                                                              |
| Algimantas Salamakinas         | Listenkandidat             | LSDP                                           |                                                                              |
| Paulius Saudargas              | 7. Justiniškės             | Tėvynės Sąjunga                                |                                                                              |
| Valerijus Simulik              | 24. Saulės                 | Bund der Bauern und Grünen Litauens            |                                                                              |
| Virginijus Sinkevičius         | 6. Šeškinė                 | Bund der Bauern und Grünen Litauens            | seit 2017 auch Wirtschaftsminister                                           |
| Rimantas Sinkevičius           | Wahlbezirk Jonava          | LSDP                                           |                                                                              |
| Algirdas Sysas                 | Listenkandidat             | LSDP                                           |                                                                              |
| Gintarė Skaistė                | Listenkandidat             | Tėvynės Sąjunga                                |                                                                              |
| Artūras Skardžius              | Listenkandidat             | LSDP                                           |                                                                              |
| Saulius Skvernelis             | 8. Karoliniškės            | Bund der Bauern und Grünen Litauens            | seit 2016 auch Premierminister                                               |
| Kęstutis Smirnovas             | 68. Vilkaviškis            | Bund der Bauern und Grünen Litauens            |                                                                              |
| Lauras Stacevičius             | 16. Dainava                | Bund der Bauern und Grünen Litauens            |                                                                              |
| Andriejus Stančikas            | Listenkandidat             | Bund der Bauern und Grünen Litauens            |                                                                              |
| Levutė Staniuvienė             | 37. Kuršas                 | Bund der Bauern und Grünen Litauens            |                                                                              |
| Kazys Starkevičius             | Listenkandidat             | Tėvynės Sąjunga                                |                                                                              |
| Gintaras Steponavičius         | Listenkandidat             | Liberale Bewegung der Republik Litauen         |                                                                              |
| Zenonas Streikus               | 71. Lazdijai-Druskininkai  | Bund der Bauern und Grünen Litauens            |                                                                              |
| Algis Strelčiūnas              | 9. Lazdynai                | Tėvynės Sąjunga                                |                                                                              |
| Dovilė Šakalienė               | Listenkandidat             | Bund der Bauern und Grünen Litauens            |                                                                              |
| Rimantė Šalaševičiūtė          | Listenkandidat             | LSDP                                           |                                                                              |
| Robertas Šarknickas            | 30. Alytus                 | Bund der Bauern und Grünen Litauens            |                                                                              |
| Stasys Šedbaras                | Listenkandidat             | Tėvynės Sąjunga                                |                                                                              |
| Irena Šiaulienė                | Listenkandidat             | LSDP                                           |                                                                              |
| Audrys Šimas                   | 48. Biržai-Kupiškis        | Bund der Bauern und Grünen Litauens            |                                                                              |
| Ingrida Šimonytė               | 3. Antakalnis              | Tėvynės Sąjunga                                |                                                                              |
| Agnė Širinskienė               | Listenkandidat             | Bund der Bauern und Grünen Litauens            |                                                                              |
| Leonard Talmont                | 56. Šalčininkai-Vilnius    | LLRA                                           |                                                                              |
| Rita Tamašunienė               | 55. Nemenčinė              | LLRA                                           |                                                                              |
| Tomas Tomilinas                | Listenkandidat             | Bund der Bauern und Grünen Litauens            |                                                                              |
| Stasys Tumėnas                 | 25. Aušros                 | Bund der Bauern und Grünen Litauens            |                                                                              |
| Povilas Urbšys                 | 27. Vakarinė               | unabhängig                                     |                                                                              |
| Gintaras Vaičekauskas          | 22. Pajūrio                | Liberale Bewegung der Republik Litauen         |                                                                              |
| Ona Valiukevičiūtė             | Listenkandidat             | Tvarka ir teisingumas                          | Seit Januar 2018, statt Pūkas                                                |
| Petras Valiūnas                | 69. Dzūkija                | Bund der Bauern und Grünen Litauens            |                                                                              |
| Egidijus Vareikis              | Listenkandidat             | Bund der Bauern und Grünen Litauens            |                                                                              |
| Jonas Varkalys                 | 35. Plungė                 | Liberale Bewegung der Republik Litauen         |                                                                              |
| Juozas Varžgalys               | 61. Ukmergė                | Bund der Bauern und Grünen Litauens            |                                                                              |
| Gediminas Vasiliauskas         | 17. Petrašiūnai            | Bund der Bauern und Grünen Litauens            |                                                                              |
| Aurelijus Veryga               | 18. Panemunė               | Bund der Bauern und Grünen Litauens            | seit 2016 auch Gesundheitsminister                                           |
| Virginija Vingrienė            | Listenkandidat             | Bund der Bauern und Grünen Litauens            |                                                                              |
| Antanas Vinkus                 | 36. Kretinga-Palanga       | LSDP                                           |                                                                              |
| Emanuelis Zingeris             | Listenkandidat             | Tėvynės Sąjunga                                |                                                                              |
| Remigijus Žemaitaitis          | 33. Pietų Žemaitija        | Ordnung und Gerechtigkeit                      |                                                                              |
| Rokas Žilinskas                | Listenkandidat             | Tėvynės Sąjunga                                |                                                                              |